# Reversering

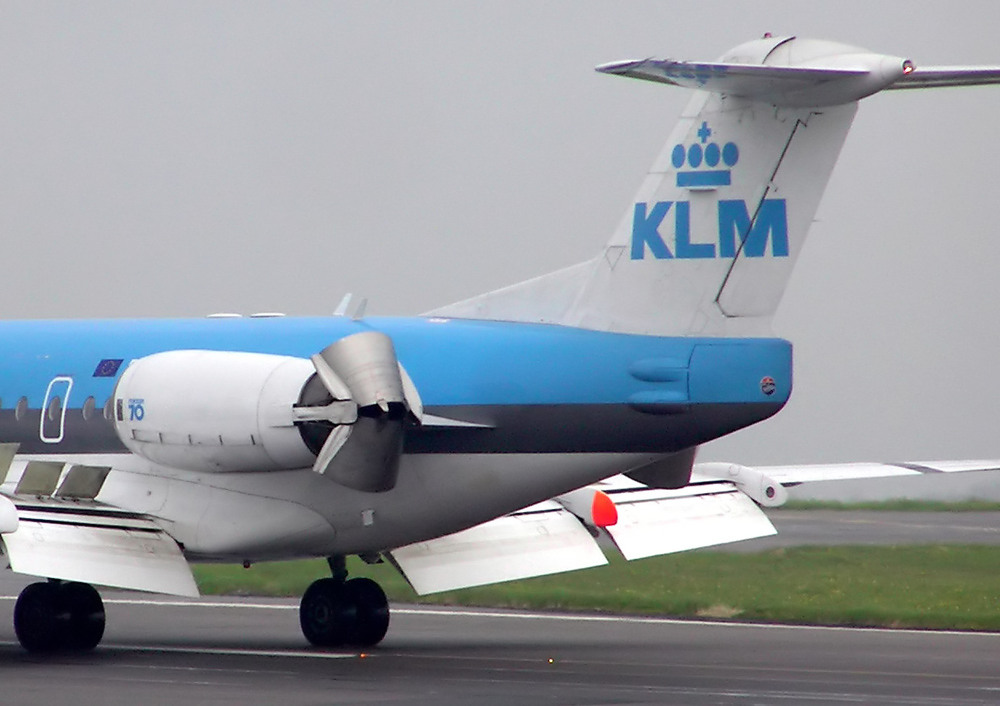
Reversering i aktiverat läge på en Fokker 70 från KLM som just landat. Bakom jetmotorn syns två sköldar som tvingar motorns avgasström framåt, vilket ger en effektiv bromsverkan.

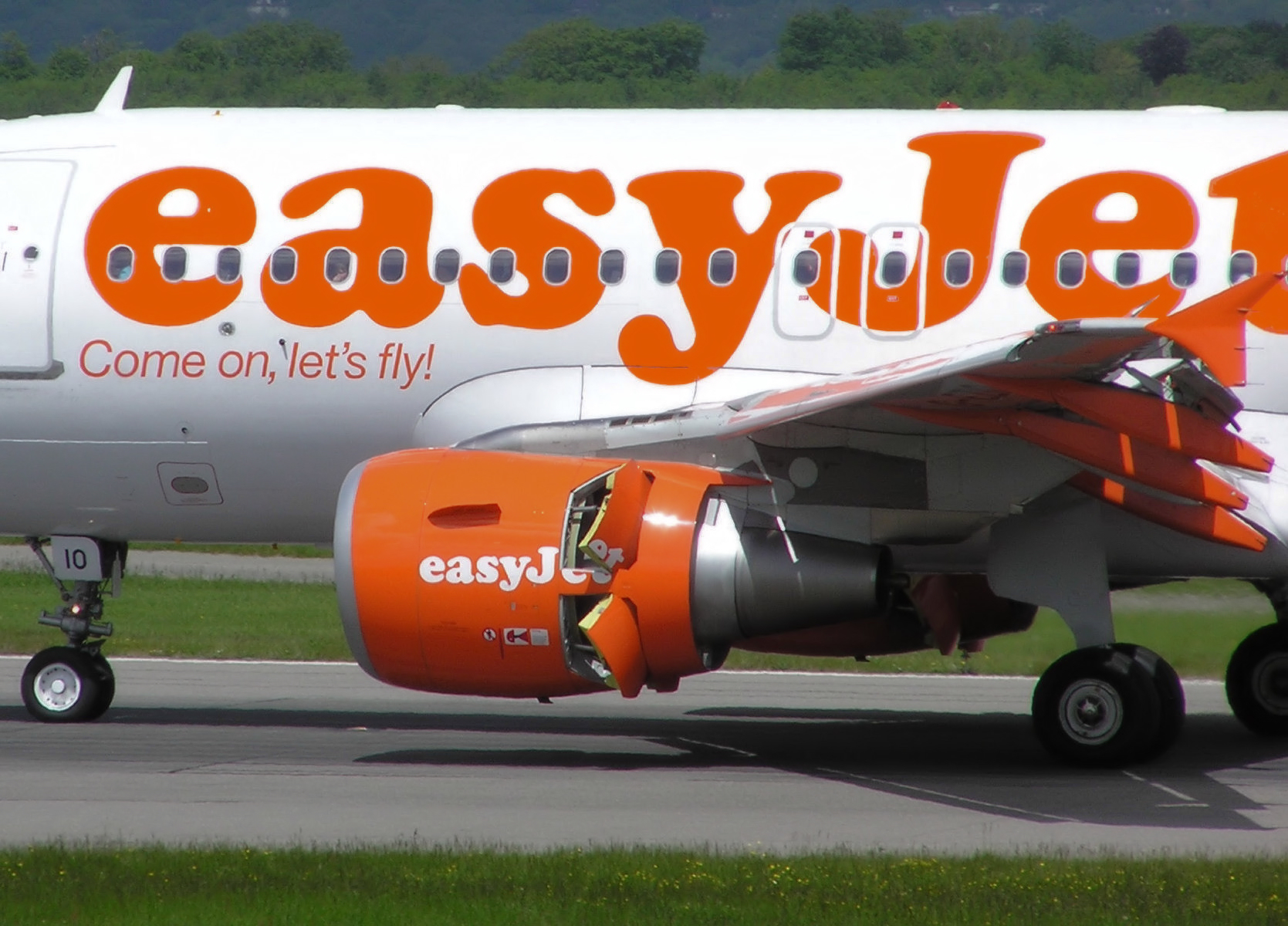
Easyjets Airbus A319 taxar efter landning, med reverseringen kvar i aktiverat läge. Konstruktionen något annorlunda jämfört med Fokker 70.

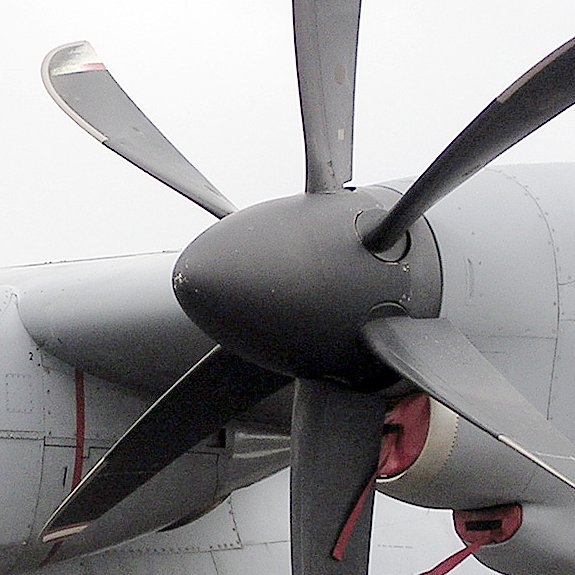
Propellerblad med ställbar vinkel på en C130 Hercules från US Air Force.

Reversering innebär att ett flygplan bromsar med hjälp av en framåtriktad avgasström eller luftström som kommer från flygplanets motorer. Reverseringen aktiveras kort efter att planet tagit mark på landningsbanan och bidrar med ytterligare bromsförmåga utöver den som fås från de ordinarie bromsarna vid flygplanets hjul. Detta minskar flygplanets stoppsträcka samt minskar temperaturökning och slitage hos de ordinarie bromsarna. 

## Konstruktion
På jetflygplan brukar reverseringsanordningen bestå av sköldar som fälls ut bakom jetmotorernas avgasutlopp, så att den avgasström som normalt riktas bakåt istället avleds och riktas framåt, vilket ger en bromsande kraft. Konstruktionen varierar något mellan olika flygplanstyper.
På propellerflygplan används propellrar med ställbar bladvinkel för att åstadkomma en framåtriktad luftström.

## Användning
Reverseringen aktiveras manuellt av piloten, kort efter att flygplanet tagit mark på landningsbanan, och piloten gjort bedömningen att landningen kan fullföljas. Reglaget som styr reverseringen är ofta kombinerat med gasreglaget och aktiveras då genom att reglaget dras bakom den punkt där motorerna inte avger någon effekt. När reverseringen aktiveras ökas också motorernas varvtal och effekt, vilket ger en kraftig ljudeffekt som hörs i planets kabin, och även kring landningsbanan. 
Reversering som aktiveras automatiskt används nästan aldrig, eftersom det skulle innebära en säkerhetsrisk. Även om de flesta landningar är odramatiska, förekommer situationer då landningen måste avbrytas mycket sent. Ibland till och med efter det att hjulen nuddat landningsbanan. I ett sådant läge skulle en automatisk reversering kunna medföra att planet förlorar så mycket av sin hastighet att det inte kan lyfta igen.
Rätt använd ger reverseringen en kraftigt minskad stoppsträcka, som ger en ökad säkerhetsmarginal, samt en minskad uppvärmning av de ordinarie hjulbromsarna. De flesta luftfartsmyndigheter i världen har dock bestämmelser som utgår från att den aktuella flygplanstypen måste kunna klara en landning på den aktuella landningsbanan även utan reversering.
Genom att minska stoppsträckan kan planet snabbare lämna landningsbanan vilket ökar antalet möjliga landningar per tidsenhet på hårt trafikerade landningsbanor.
En betydande uppvärmning sker av de ordinarie bromsarna vid inbromsning, och flygplanet tillåts inte starta förrän de har svalnat. Genom att använda reversering minskas användning och uppvärmning av de ordinarie bromsarna, och kan göra att planet snabbare är redo för fortsatt färd. Minskad användning och uppvärmning ger också lägre slitage på de ordinarie bromsarna.

## Reversering under flygning
Nutida vanliga trafikflygplan reverserar enbart vid landning, men det finns flygplan som reverserar under andra faser av flygningen. Hawker Siddeley Trident, en äldre flygplanstyp med upp till 180 säten, kunde sjunka med en hastighet av 3050 m/min genom att reversera, men det användes sällan. Det stora militära transportflygplanet Boeing C-17 Globemaster använder reversering för att kunna dyka med 4600 m/min, vilket används i krigszoner där en brant inflygning innan landning minskar risken att bli beskjuten.
Det svenska stridsflygplanet Saab 37 Viggen (avvecklat 2005) hade ett system för reversering med  vilket möjliggjorde landning på landningsbanor så korta som 500 meter. Reverseringen förvaldes av piloten medan planet var i luften, men aktiverades automatiskt först när landningshjulen fick kontakt med landningsbanan. Detta möjliggjorde att kunna utnyttja vissa vägavsnitt på vanliga svenska bilvägar som provisoriska landningsbanor i krigstid.